# Беруашвілі Резо Іванович
Резо Іванович Беруашвілі (1904, село Ередві, тепер Південна Осетія (Ґорський муніципалітет), Республіка Грузія — ?) — радянський діяч, голова правління колгоспу імені Міхо Цхакая села Берула Сталінірського району Південно-Осетинської автономної області Грузинської РСР. Депутат Верховної Ради Грузинської РСР 2-го скликання. Депутат Верховної Ради СРСР 1-го скликання (1937—1946). 

## Біографія
Народився в бідній селянській родині. З 1914 року був пастухом. У 1920-х роках працював чорноробом на будівництві ЗаГЕСу в Грузинській РСР.
У 1931 році одним із перших вступив до колгоспу в селі Берула Південно-Осетинської автономної області. Член ВКП(б).
На 1937 рік — голова правління колгоспу імені Міхо Цхакая села Берула Сталінірського району Південно-Осетинської автономної області.
У 1938 — після 1947 року — голова виконавчого комітету Сталінірської районної ради депутатів трудящих Південно-Осетинської автономної області.
Подальша доля невідома.

## Нагороди
- орден «Знак Пошани»
- медаль «За оборону Кавказу»
- медаль «За доблесну працю у Великій Вітчизняній війні 1941—1945 рр.»
- медалі